# Leithfield (Nouvelle-Zélande)

Leithfield  est une petite ville dans le nord de la région de Canterbury dans l’Île du Nord de la Nouvelle-Zélande.

## Situation
Elle est située sur le trajet de la State Highway 1/SH 1, à 5 km au sud de la localité d’Amberley et à 42 km au nord de la cité de Christchurch et à 11,8 kilomètresau nord de la localité de Waikuku. 
Le secteur de Leithfield consiste en deux zones semi-distinctes: 
- « Leithfield Beach » vers l’est de la  State Highway 1/SH 1
- et le village de Leithfield, adjacent à et immédiatement à l’ouest de la route « State Highway 1 ».

Leithfield siège juste au sud de la «branche sud» de la rivière Kowai.
L’importance régionale de Leithfield est notable, à côté de la localité d’Amberley avec son industrie du vin et le centre touristique de la localité de Hanmer Springs. Ceci est dû dans une large mesure à sa proximité du centre du district au niveau d'Amberley.
Malgré sa proximité, la communauté de Leithfield comporte une école, une bibliothèque d’été, une piscine et de nombreuses petites affaires commerciales.

## Histoire
La localité de Leithfield fut fondée en 1857 par John Leith.
Il acheta un moulin à vent en  1862 et l’importa dans Christchurch en direction de Leithfield dans le but de moudre du blé. 
Lors de sa construction, le moulin avait 23 mètres de haut et chaque aile avait 12 mètres, ce qui en faisait  à cette époque, le plus haut bâtiment de la région de Canterbury.
Malheureusement le vent du « nor'westerly » de Canterbury endommagea le moulin, le rendant non fonctionnel et inopérant.
En 1880, Leithfield était une ville de 700 têtes.
Il y avait de plus dans la ville: 3 églises, une station de police, une cour de justice, une école, 3 hôtels et 5 magasins .

## Démographie
Leithfield et Leithfield Beach sont toutes les deux définies respectivement  par Statistics New Zealand comme un village rural et couvre une surface de 1,29 km2 et 0,29 km2. Ils sont inclus dans la zone statistique de Balcairn.
Les localités de Leithfield et Leithfield Beach combinées avaient une population de 981 habitants lors du recensement de 2018 en Nouvelle-Zélande, en augmentation de 27 personnes (soit 2,8 %) depuis le recensement de 2013 en Nouvelle-Zélande, et une augmentation de 216 personnes (soit 28,2 %) depuis le recensement de 2006 en Nouvelle-Zélande.
Il y avait 396 logements. 
On notait la présence de 462 hommes et 510 femmes, donnant un sexe-ratio de 0,91 homme pour une femme, avec 168 personnes (soit 17,1 %) âgées de moins de 15 ans, 132 personnes (soit 13,5 %) âgées de 15 à 29 ans, 486 personnes (soit 49,5 %) âgées de 30 à 64 ans, et 195 personnes (soit 19,9 %) âgées de 65 ans ou plus.
L’ethnicité était pour 94,5 %  européens/Pākehā, 11,0 % : Māoris, 1,8 % personnes du Pacifique, 0,9 % asiatiques, et 1,5 % d’une autre ethnicité (le total fait plus de 100% dans la mesure où une personne peut s’identifier à de multiples ethnicités).
Bien que certaines personnes objectent à donner leur religion, 58,4 % n’avaient aucune religion, 30,6 % étaient chrétiens, 0,3 % étaient Hindouistes, 0,3 % étaient bouddhistes et 1,5 % avaient une autre religion.
Parmi ceux d’au moins 15 ans d’âge, 69 personnes (8,5 %) avaient un niveau bachelier ou un degré supérieur, et 189 personnes (soit 23,2 %)  n’avaient aucune qualification formelle. 
Le statut d’emploi de ceux de plus de 15 ans était pour le 408 personnes (soit 50,2 %) employées à plein temps, 117 personnes ( soit 14,4 %) étaient à temps partiel et 18 personnes (soit 2,2 %) étaient sans emploi.

### Zones statistiques de Balcairn
La zone de Balcairn, qui entoure mais n’inclut pas la localité d’ Amberley, couvre 130,58 km2.
La population estimée était de 2 450 résidents en juin 2021 avec une densité de la population de 18,8 résidents en juin 2021 par km2. 
Balcairn avait une population de 2 343 résidents lors du recensement de 2018 en Nouvelle-Zélande, en augmentation de 153 personnes (soit 7,0 %)  depuis le recensement de 2013 de la Nouvelle-Zélande, et une augmentation 471 personnes (soit 25,2 %) depuis le recensement de 2006 en Nouvelle-Zélande. 
Il y avait 921 logements. 
On notait la présence de 1 161 hommes et 1 182 femmes, donnant un sexe-ratio de 0,98 homme par femme. 
L’âge médian était de 47 ans (comparé avec le 37,4 ans au niveau national), avec 417 personnes (soit 17,8 %) âgées de moins de 15 ans, 315 personnes (soit 13,4 %) âgées de 15 à 29 ans, 1 134 personnes (soit 48,4 %) âgées de 30 à 64 ans, et 477 personnes (soit 20,4 %) âgées de 65 ans ou plus âgé.
L’ethnicité étaient pour 95,5 %: européens/Pākehā, 7,8 % Maori, 1,3 % personnes du Pacifique, 1,3 % d’asiatiques  et 1,8 %  d’une autre ethnicité  (le total peut faire plus de 100 % dans la mesure où une partie des personnes peut s’identifier à de multiples ethnicités).
Le proportion des personnes nées outre-mer était de 15,1 %, comparé avec les 27.1% au niveau national.
Bien que certaines  personnes objectent à donner leur religion, 54,2 % n’avaient aucune religion, 34,8 % étaient chrétiens, 0,3 % étaient hindouistes, 0,3 % étaient bouddhistes et 2,0 % avaient une autre religion.
Parmi ceux de moins de 15 ans, 267 personnes (soit 13,9 %) a un niveau de  bachelier ou un degré supérieur et 417 personnes (soit 21,7 %) n’avaient aucune qualification formelle. 
Les revenus médians étaient de 31,100 $, comparés avec 31,800 $ au niveau national. 
Le statut d’emploi  de ceux d’au moins 15 ans était pour 987 personnes (soit 51,2 %) employées à plein terme, 336 personnes (soit 17,4 %) travaillaient à temps partiel, et 39 personnes (soit 2.0 %) étaient sans emploi.

## Éducation
- L’«école de Leithfield» est une école primaire publique, mixte, allant de l’année 1 à 8[7] avec un effectif de 114 élèves en mars 2021[8].